# Список умерших в 1795 году
В этой статье представлен список известных людей, умерших в 1795 году.
См. также: Категория:Умершие в 1795 году

## Январь
- 3 января — Уэджвуд, Джозайя — английский художник-керамист и дизайнер.

## Февраль
- 22 февраля — Александр Джерард, шотландский писатель и философ.

## Апрель
- 17 апреля — Кристоф Габриэль Аллегрен — французский скульптор и художник.

## Июнь
- 12 июня — Иоганн Христиан Бранд, (72) австрийский художник-пейзажист и график, мастер гравюры по меди.

## Июль
- 29 июня — Адер Крофорд, шотландский врач и химик.

## Август
- 21 августа — Йозеф Ауэршперг, (61) австрийский и немецкий кардинал.

## Ноябрь
- 29 ноября — Фридрих Майер, немецкий натуралист.